# Alistair Sinclair
Alistair Sinclair, né en 1960,  est un chercheur et professeur en informatique théorique. Il a reçu le prix Gödel en 1996.

## Études
Alistair Sinclair a reçu son B.A. en mathématiques au St John's College (Cambridge) en 1979, et son Ph.D. en informatique à l'université d'Édimbourg en 1988, sur le sujet Randomised Algorithms for Counting and Generating Combinatorial Structures (Algorithmes probabilistes pour dénombrer et générer des structures combinatoires) avec pour maître de thèse Mark Jerrum. En 2013, il est professeur à l'université de Californie à Berkeley.

## Travaux et distinctions
Les recherches de Sinclair sont surtout tournées vers l'algorithmique probabiliste en particulier les chaînes de Markov, les processus stochastiques et les méthodes dites de Monte Carlo.
Sinclair et Jerrum ont fait des recherches sur les chaînes de Markov pour créer des algorithmes d'approximation pour des problèmes de comptage comme le calcul du permanent. Ces travaux ont des applications dans de nombreux domaines comme la géométrie algorithmique, les statistiques et l'étude des systèmes dynamiques. Ils ont reçu le prix Gödel pour ces travaux en 1996 .
Ces résultats ont ensuite été améliorés pour atteindre un algorithme probabiliste de calcul du permanent en temps polynomial, ce qui leur a valu le prix Fulkerson en 2006.
Il reçoit le prix «SIGACT Distinguished Service» en 2017, pour son engagement dans la création du Simons Institute for the Theory of Computing (en).